# Ukraińska Lista Katyńska
Ukraińska Lista Katyńska (niekiedy zwana również listą Cwietuchina) – lista obywateli polskich zamordowanych przez NKWD na Ukrainie na podstawie decyzji Biura Politycznego Wszechzwiązkowej Partii Komunistycznej (bolszewików) i naczelnych władz państwowych ZSRR z 5 marca 1940, ofiar zbrodni katyńskiej.

## Historia
Do odkrycia ofiar tej części zbrodni katyńskiej (tzw. „ukraiński ślad Katynia” – od pierwszej pracy na ten temat w opracowaniu Zuzanny Gajowniczek z 1995) przyczynił się prokurator Andriej Amons. Lista zawierająca dane personalne 3435 obywateli polskich została przekazana 5 maja 1994 zastępcy Prokuratora Generalnego RP, Stefanowi Śnieżko, przez zastępcę szefa Służby Bezpieczeństwa Ukrainy, gen. Andrija Chomicza. Jest to spis 3435 więziennych akt osobowych wysłanych 25 listopada 1940 roku przez naczelnika 1go Wydziału Specjalnego NKWD Ukraińskiej Socjalistycznej Republiki Radzieckiej (USRR), st. lejtnanta bezpieczeństwa państwowego Cwietuchina, do naczelnika 1go Wydziału Specjalnego NKWD Związku Sowieckiego, majora bezpieczeństwa państwowego Leonida Basztakowa. Do listy dołączono 3435 akt w 5 workach.
Według badań Jędrzeja Tucholskiego skazani figurujący na Ukraińskiej Liście Katyńskiej zostali umieszczeni na 12 listach dyspozycyjnych wysyłanych przez 1szy Wydział Specjalny NKWD w Moskwie; na ich podstawie tworzono transporty więźniów kierowanych do miejsc egzekucji. W przypadku Ukrainy listy te nosiły numery 041, 042, 043, 055, 056, 057, 064, 065, 066, 067, 071, 072 (wśród list o numerach od 01 do 072, obejmujących wszystkie ofiary zbrodni katyńskiej). Samo określenie „Ukraińska Lista Katyńska” z polskiego punktu widzenia odnosi się do miejsc przetrzymywania więźniów i ich zamordowania, natomiast dla Ukraińców może być obraźliwe, przez możliwe skojarzenie ze sprawstwem z ich strony.
Według niepełnych danych z 2010 na Ukraińskiej Liście Katyńskiej znajdowało się:
- 726 oficerów Wojska Polskiego (218 oficerów służby stałej i 10 podoficerów, 380 oficerów rezerwy i pospolitego ruszenia oraz 118 oficerów w stanie spoczynku)
- 746 policjantów i 24 wyższych funkcjonariuszy Policji Państwowej
- 24 funkcjonariuszy Straży Więziennej i 4 naczelników więzień

Na Ukraińskiej Liście Katyńskiej figuruje 7 generałów: Romuald Dąbrowski, Kazimierz Dzierżanowski, Władysław Jędrzejewski, Szymon Kurz, Mieczysław Linde, Franciszek Paulik i Rudolf Prich, a także 26 pułkowników i 46 podpułkowników Wojska Polskiego (wśród oficerów byli obrońcy Lwowa 1939, a także ppłk Tadeusz Korniłowicz, zięć Henryka Sienkiewicza. Wśród osób cywilnych znajdujących się na liście było m. in. 74 ziemian, 46 nauczycieli, 70 inżynierów, 15 lekarzy, 174 prawników (w tym 2 sędziów Sądu Najwyższego), 19 starostów (m.in. Wojciech Bucior) i wicestarostów, 10 prezydentów i wiceprezydentów miast (m.in. wiceprezydenci Lwowa: Wiktor Chajes, Roman Dunin, Franciszek Irzyk, Jan Weryński), 11 burmistrzów (m.in. Jan Bryk, Zygmunt Czerwiński, Tadeusz Bystrzycki), 7 senatorów (trzej polscy: Maciej Bundzylak, Apolinary Garlicki, Tadeusz Moszyński oraz czworo ukraińskich: Innocenty Głowacki, Omelan Hordynśkyj, Ołena Łewczaniwśka i Mykoła Masłow), 9 posłów (Dezydery Smoczkiewicz, Edward Ekert, Walerian Niedźwiecki, Zygmunt Piotrowski, Jan Poznański, Karol Grzesik – także prezydent Chorzowa, marszałek Sejmu Śląskiego, Stanisław Widacki – także prezydent Tarnopola, Iłarion Tarnawski, Petro Fedeszyn) i 91 urzędników. Wśród zamordowanych byli m.in. wicewojewoda wołyński Ignacy Strzemiński, pracownicy naukowi Uniwersytetu Jana Kazimierza we Lwowie: Ludwik Dworzak, Alfred Laniewski, Władysław Mikuszewski, Zenon Wachlowski, Aleksandra Valenta, wielu leśników, m.in. Kazimierz Stepan, przemysłowcy Adam i Stefan Baczewski. Wśród innych ofiar byli m.in. dwaj synowie Tadeusza Czarkowskiego-Golejewskiego, Cyryl i Wiktor.
Na Ukraińskiej Liście Katyńskiej figuruje kilkuset obywateli II RP narodowości żydowskiej i ukraińskiej. Wśród ofiar była również niewielka liczba kobiet (wśród nich nauczycielka Zofia Rudomina-Dusiatska, pracownik naukowy Aleksandra Valenta oraz Klara Auerbach-Margules i jej siostra Stella Menkes, właścicielki ziemskie).
Opublikowana w 1994 Ukraińska Lista Katyńska w niektórych przypadkach zawierała inny zapis tożsamości ofiar w odniesieniu do ich faktycznego zapisu nazwiska.
Część ofiar zbrodni katyńskiej figurujących na Ukraińskiej Liście Katyńskiej pochowano w Bykowni. Archeolodzy zdołali określić nazwiska dziewięciu z nich.
Zamordowani z ULK wcześniej byli przetrzymywani głównie w Kijowie, ale też w Chersoniu i Odessie. Polskie prace ekshumacyjne były prowadzone w Bykowni w latach 2001, 2006, 2007 oraz ponownie w 2011 i 2012. Pracami kierował prof. Andrzej Kola. W 2007 natrafiono na nieśmiertelnik należący do st. sierż. Józefa Naglika. W 2007 w zbiorowej mogile zostały pochowane szczątki 1488 obywateli RP. Po kolejnych pracach w 2011 ustanowiono następną mogiłę.

## Awanse pośmiertne
- płk dypl. kaw. Konstanty Drucki-Lubecki – na stopień generała brygady ze starszeństwem z 1 stycznia 1964
- gen. dyw. Władysław Jędrzejewski – na stopień generała broni (2 września 2016)[13]
- płk art. Leon Dębski – na stopień generała brygady (22 marca 2018)[14]
- płk kaw. Rudolf Lang – na stopień generała brygady (19 kwietnia 2022)[15]
- mjr piech. Paweł Cygler – na stopień podpułkownika (7 kwietnia 2022)[16]

## Upamiętnienie
W związku z 85. rocznicą zbrodni katyńskiej uchwałą Sejmu RP X kadencji z 24 lipca 2024 zdecydowano o ustanowieniu roku 2025 „Rokiem Polskich Bohaterów z Katynia, Charkowa, Miednoje, Bykowni i innych miejsc”.